# Fülep Ferenc
Fülep Ferenc (Szerencs, 1919. augusztus 5. – Páty, 1986. május 8.) klasszika-archeológus, muzeológus, régész, a történelemtudomány doktora.

## Élete
Középiskolai tanulmányait Miskolcon végezte, 1941-ben érettségizett. A Debreceni Tudományegyetemen 1946-ban szerzett régészetből oklevelet és egyetemi doktori diplomát. 1946-tól egy évig a debreceni egyetem Régészeti Intézetében volt gyakornok. 1947-től a Székesfehérvári Múzeum vezetője lett, ahol 1949-ig dolgozott. Ezután Budapestre került a Közgyűjtemények Országos Felügyelőségéhez, majd a Magyar Tudományos Akadémiához. 1951-ben a Budapesti Történeti Múzeum főigazgató-helyettesévé nevezték ki. 1951-től haláláig a Magyar Nemzeti Múzeum főigazgatója volt.
Kutatásainak középpontjában a római kor régészete állt. 1949 és 1957 között a nagytétényi, 1959-1960-ban az almásfüzitői római táborban, 1961-1963 között a nagyharsányi római településen folytatott ásatásokat. Kandidátusi fokozatának megszerzése után a nagytétényi római tábor feltárásán, az intercisai feliratok feldolgozásán, majd egyre nagyobb intenzitással Pécs római ásatásain dolgozott. Munkásságának legjelentősebb része ennek az emlékanyagnak a feldolgozásával kapcsolatos, akadémiai doktori fokozatát erről írt monográfiájával szerezte meg. Kutatási eredményei mind a pannoniai késő római emlékanyag kutatása, mind a pannoniai ókereszténység története számára kiemelkedő fontosságúak. 1955-ben ásatást végzett a korábban már előkerült pécsi Cella Trichora sírkamrában, majd 1964-ben a II. számú (Korsós) sírkamránál vezetett feltárást, amit a sírkamra rekonstrukciója követett. 1969-ben vezetésével tárták fel az XIII. számú sírkamrát (Apáca u. 14.), majd 1975-76-ban a Szent István téri ókeresztény mauzóleumot.
Feltárásai során mindvégig figyelemmel volt a régészeti maradványok műemléki értékeire, mind Nagytétényben, mind Pécsett javasolta és támogatta műemléki programok megvalósítását. Erre Pécsett előbb a II. sírkamra ismételt feltárása kapcsán nyílt lehetősége, majd pediglen különösen az ókeresztény mauzóleum előkerülésekor, hiszen ez a sírépítmény még töredékes voltában is kivételes gazdagságban és művészi színvonalon testesíti meg az ókeresztény művészet sopianae-i sajátságait. Kezdeményezésére és közreműködésével elkészült a műemléki bemutatás terve, megírta előzetes tanulmányát és összefoglalóját, ami utóbb a mauzóleumot bemutató füzet vezető tanulmánya lett, de a halál megakadályozta abban, hogy a restaurált és védőépületben konzervált maradványokat kész állapotban is láthassa.
Elnöke volt az ICOM Magyar Bizottságának, és az ICOM 1977-es, Leningrádban és Moszkvában tartott kongresszusán megválasztották az azon belül létrehozott „ICMAH” elnökének (International Committee for Museums and Collections of Archeology and History). Ezt a tisztséget 1977 és 1983 között töltötte be, miután három évvel később, az ICOM 1980. október 27. és november 4. között Mexikóban tartott 12. kongresszusán ismételten megválasztották erre a tisztségre. Tevékenysége folyamatosan arra irányult, amint arról több alkalommal adott tájékoztatást szakmai körökben, hogy a régészeti lelőhelyek műemléki kezelése megfelelő elismertségre jutva a kulturális örökség, a műemlékek szintjére emelkedjen. Másokkal együtt végzett előkészítő munkája és fáradozásai nem voltak hiábavalók, mivel 1985-ben megalakult az ICOMOS ICAHM (International Committee on Archaeological Heritage Management) nevű bizottsága.

## Művei
Tanulmányait az Archeológiai Értesítő, a Műemlékvédelem, a Magyar Tudomány és más szakfolyóiratok közölték. Szerkesztésében jelent meg 1957-től a Magyar Nemzeti Múzeum Évkönyve és 1960-tól az Archeológiai Értesítő. Alelnöke volt a Magyar Régészeti és Művészettörténeti Társulatnak és az MTA Régészeti Bizottságának.

### Főbb művei
- Nagytétény műemlékei (Cserey Évával, Bp., 1957)
- A pécsi késő római sírépítmények (Bp., 1962)
- Pécs római kori emlékei (Pécs, 1963)
- Pécs római kori kőemlékei (Sz. Burger Alice-szal Bp., 1974)
- Neuere Ausgrabungen in der Römertstadt Sopianae (Bp., 1974)
- Sopianae. A római kori Pécs (Bp., 1975)
- Campona. The Princeton Encyclopaedia of Classical Sites (Princeton, 1976)
- Roman cemeteries on the territory of Pécs (Sopianae) (Bp., 1977)
- Sopianae. The history of Pécs during the Roman era, and the problem of the continuity of the late Roman population (Bp., 1984)
- Die römischen Inschriften ungarns, szerk. (Bp.-Bonn, 1984)
- A római ókeresztény műemlékek védelme Pécsett (társszerzőkkel, Bp., 1987)